# Râul Putna, Bistricioara
Râul Putna sau Pârâul Putna este un curs de apă, afluent al râului Bistricioara. Râul se formează la confluența dintre Putna Întunecoasă și Putna Noroioasă în dreptul localității Hagota

## Hărți
- Harta județului Harghita
- Harta munții Giurgeu  Arhivat în 27 septembrie 2007, la Wayback Machine.